# Sørtoppen Nunatak
Sørtoppen Nunatak är en nunatak i Antarktis. Den ligger i Östantarktis. Australien gör anspråk på området. Toppen på Sørtoppen Nunatak är 1 900 meter över havet.
Terrängen runt Sørtoppen Nunatak är huvudsakligen lite kuperad. Trakten är obefolkad. Det finns inga samhällen i närheten. 